# 石井貴士
>
石井 貴士（いしい たかし、1973年9月25日 - ）は、日本の男性作家、YouTuber。
「ココロ・シンデレラ」代表。愛知県名古屋市生まれ、慶應義塾大学経済学部卒業。2児の父親。身長170センチ、血液型はO型。占い師としての名義は「アルフォンス石井」。元アナウンサーでもある。
また、セミナーなどを開催し1冊を1分で読めるようになる1分間勉強法や、占い方法などを伝授している。

## 概要
愛知県名古屋市に生まれる。慶應義塾大学経済学部を卒業後、1997年から2002年3月まで信越放送にアナウンサーとして勤務した。信越放送を退社した後、2003年に株式会社ココロ・シンデレラを設立し、自己啓発に関する図書の執筆やセミナーの開催、「女子アナ内定学園」と称するアナウンススクール等の事業を行っている。
2009年『本当に頭がよくなる１分間勉強法』が54万部を突破し、年間ベストセラー1位を獲得。
2015年、自身のYouTubeチャンネルを立ち上げる。2020年現在は新型コロナウイルスや地震予知、第三次世界大戦などに関する独自の予測、教育系の動画を多く投稿している。

## 略歴
- 1986年3月、町田市立南つくし野小学校 卒業
- 1989年3月、町田市立つくし野中学校 卒業
- 1992年3月、東京都私立海城高校 卒業
- 1996年3月、慶應義塾大学経済学部 卒業
- 1997年4月、信越放送 入社、アナウンサー勤務
- 2002年3月、信越放送 退職。その後、世界一周旅行に出発、27カ国を旅する、帰国後、日本メンタルヘルス協会で「心理カウンセラー資格」を取得
- 2003年、（株）ココロ・シンデレラ 設立
- 2009年、『本当に頭がよくなる１分間勉強法』が54万部を突破し、年間ベストセラー1位を獲得
- 2012年12月、第46回衆議院議員総選挙に、日本未来の党の公認候補として東京23区から出馬し、落選[4][5]
- 2015年、YouTubeチャンネル「勉強法TV」開設
- 2017年、吉本興業（文化部門）に所属[6]
- 2019年4月、トレンディエンジェル斎藤司とコラボトークショー[7]
- 2019年6月、人気YouTuber・少年革命家 ゆたぼんに1分間勉強法を伝授[8]
- 2019年11月、YouTubeチャンネル「作家石井貴士のビジネス書解説チャンネル」開設
- 2019年12月、『やってはいけない勉強法』が10万部を突破

## 著書

### 書籍
- 『除霊王』 実業之日本社　　ISBN 978-4408338385
- 『最初からていねいに学ぶ１分間九星気学入門』 太玄社　　ISBN 978-4906724437
- 『彼氏ができる人の話し方の秘密』 秀和システム　　ISBN 978-4798048925
- 『あなたを幸せにするスピリチュアルプチガイドブック』 アルマット　　ISBN 978-4877313340
- 『六十四卦を覚えるのに最適！はじめての易タロット』 パブラボ　　ISBN 978-4434194498
- 『石井貴士の１分間易入門』 パブラボ　　ISBN 978-4434192616
- 『90日で彼氏ができる！カレデキ』 PHP研究所　　ISBN 978-4569641256
- 『世界の億万長者が明かす！30日で億万長者になる方法』 徳間書店　　ISBN 978-4198618735
- 『オキテ破りの就職活動』 実業之日本社　　ISBN 978-4408395425
- 『会社は絶対、やめていい!』 PHP研究所　　ISBN 978-4569640181
- 『会社をやめると、道はひらく』 秀和システム　　ISBN 978-4798048918
- 『あなただから、憧れの女子アナになれる―内定する人しない人、その違いとは?』 PHP研究所　　ISBN 978-4569638119
- 『女子アナに内定する技術』 秀和システム　　ISBN 978-4798048901
- 『人は誰でも候補者になれる!』 フォレスト出版　　ISBN 978-4894518827
- 『キンドル・アンリミテッドの衝撃 読み放題サービスの出現で、出版社・企業・個人の稼ぎ方はこう変わる!』 講談社　　ISBN 978-4062203128
- 『あなたが幸せになれば、世界が幸せになる 「引き寄せの法則」が起きる人、起きない人。その違いとは何か？』 ヒカルランド　　ISBN 978-4864712767
- 『あなたの能力をもっと引き出す　１分間集中法』 KADOKAWA/中経出版　　ISBN 978-4046009470
- 『勉強のススメ』 サンマーク出版　　ISBN 978-4763131072
- 『彼氏ができる人の話し方の秘密』 秀和システム　　ISBN 978-4798048925
- 『ポケット版 どんどん話すための1分間敬語トレーニング』 あさ出版　　ISBN 978-4860633837
- 『カレデキ』 PHP研究所　　ISBN 978-4569641256
- 『オキテ破りの就職活動』 実業之日本社　　ISBN 978-4408395425
- 『就職内定勉強法』 実業之日本社　　ISBN 978-4408108438

※プチリタイヤシリーズ
- 『何もしないで月50万円！幸せにプチリタイヤする方法』 ゴマブックス　　ISBN 978-4777100422
- 『図解　何もしないで月50万円！幸せにプチリタイヤする方法』 ゴマブックス　　ISBN 978-4777102600
- 『マンガ版　何もしないで月50万円！幸せにプチリタイヤする方法』 ゴマブックス　ISBN 978-4777104697
- 『ポケットに入る!何もしないで月50万円!幸せにプチリタイヤする方法アファーメーションカード』ゴマブックス　ISBN 9784777101382
- 『何もしないで月50万円!なぜあの人はプチリタイヤできているのか?』 ゴマブックス　　ISBN 978-4777102143
- 『プチリタイヤ夢リスト』 ゴマブックス　　ISBN 978-4777100668
- 『幸せにプチリタイヤするための手帳術～シンクロニシティが起きれば、最短距離で成功できる!～』 ゴマブックス　　ISBN 978-4777101788
- 『お金も時間も手に入れる!幸せなプチリタイヤという生き方』 学習研究社　　ISBN 978-4054038134

※やってはいけないシリーズ
- 『やってはいけない勉強法』 きずな出版　　ISBN 978-4866630106
- 『図解 やってはいけない勉強法』 きずな出版　　ISBN 978-4866630564
- 『やってはいけない勉強法 (<CD>)』  きずな出版　　ISBN 978-4775985571
- 『やってはいけない英語勉強法』 きずな出版　　ISBN 978-4866630601
- 『やってはいけない暗記術』 きずな出版　　ISBN 978-4866630786

※１分間勉強法シリーズ
- 『本当に頭がよくなる1分間勉強法 高校受験編』 ヨシモトブックス　ISBN 　978-4847094033
- 『本当に頭がよくなる1分間勉強法 大学受験編』 ヨシモトブックス　ISBN 　978-4847094040
- 『本当に頭がよくなる 1分間英語勉強法』 中経出版　　ISBN 978-4806142713
- 『本当に頭がよくなる1分間勉強法』 中経出版　　ISBN 978-4806131069
- 『本当に頭がよくなる1分間記憶法』 SBクリエイティブ　　ISBN 978-4797375909
- 『本当に頭がよくなる1分間ノート術』 SBクリエイティブ　　ISBN  978-4797377309
- 『図解 本当に頭がよくなる1分間記憶法』SBクリエイティブ　　ISBN  978-4797396034
- 『CD付 1分間英単語1600 』 中経出版　　ISBN 978-4806142508
- 『CD2枚付 1分間TOEICテスト英単語』 中経出版　　ISBN 978-4806136811
- 『1分間日本史1200 』 水王舎　　ISBN 978-4921211462
- 『1分間世界史1200』 水王舎　　ISBN 978-4921211479
- 『1分間古典文法180』 水王舎　　ISBN 978-4921211707
- 『1分間古文単語240』 水王舎　　ISBN 978-4921211677
- 『1分間英文法600』 水王舎　　ISBN 978-4921211691
- 『CD2枚付 1分間TOEICテスト英単語』 KADOKAWA/中経出版　　ISBN 978-4046026309
- 『1分間英熟語1400』 水王舎　　ISBN 978-4806134312
- 『1分間数学1・A 180』 水王舎　　ISBN 978-4921211813
- 『1分間速読法』 フォレスト出版　　ISBN 978-4894515659
- 『1分間高校受験英単語1200』 水王舎　　ISBN 978-4921211486
- 『1分間文章術』 KADOKAWA/中経出版　　ISBN 978-4046011695
- 『１分間時間術』 フォレスト出版　　ISBN 978-4894516113
- 『CD付 1分間英単語1600』 水王舎　　ISBN 978-4046026200
- 『CD付 1分間慶應英単語1200』 中経出版　　ISBN 978-4806139065
- 『CD付 1分間早稲田英単語1200』  中経出版　　ISBN 978-4806139058
- 『CD2枚付 1分間TOEICテスト英単語』 中経出版　　ISBN 978-4806136811
- 『入社1年目の1分間復活法』 宝島社　　ISBN 978-4800209580
- 『一瞬で人生が変わる! 1分間決断法』 SBクリエイティブ　　ISBN 978-4797377651
- 『いつでもどこでも「すぐやる人」になれる 1分間やる気回復術』 秀和システム　　ISBN 978-4798049960
- 『日本人ならおさえておきたい 1分間万葉集』 実業之日本社　　ISBN 978-4408338729
- 『イヤなことを1分間で忘れる技術』 きずな出版　　ISBN 978-4907072605
- 『最小の努力で最大の結果が出る 1分間小論文』 青春出版社　　ISBN 978-4413230049
- 『勝てる場所を見つけ勝ち続ける 1分間ブランディング』 ワニブックス　　ISBN 978-4847095511
- 『定時に帰って最高の結果を出す 1分間仕事術』 秀和システム　　ISBN 978-4798051178
- 『お金持ちになる方法を学ぶ1分間金言集60』 パブラボ　　ISBN 978-4434189142
- 『あなたも「人気講師」になれる! 1分間 セミナー講師 デビュー法』 秀和システム　　ISBN 978-4798048819
- 『どんな相手でも会話に困らない1分間雑談法』 SBクリエイティブ　　ISBN 978-4797380002
- 『本当に頭がよくなる1分間アイデア法』 SBクリエイティブ　　ISBN 978-4797377675
- 『本当に頭がよくなる1分間読書法』 SBクリエイティブ　　ISBN 978-4797379990
- 『本当に頭がよくなる 1分間英語勉強法』 KADOKAWA/中経出版　　ISBN 978-4046026545
- 『「人前が苦手」が1分間でなくなる技術』 きずな出版　　ISBN 978-4907072742

### Kindle版
- 『本当に頭がよくなる青ペン学習法』
- 『本当に頭がよくなる 1分間英語勉強法』
- 『女子アナに内定する技術』
- 『会社をやめると、道はひらく』
- 『彼氏ができる人の話し方の秘密』
- 『速読よりも10倍速い！　ワンミニッツリーディング: 1冊1分で本が読める人、読めない人』
- 『人は誰でも候補者になれる!～政党から公認をもらって国会議員に立候補する方法』
- 『最初からていねいに学ぶ 1分間九星気学入門』
- 『最小の努力で最大の結果が出る 1分間小論文』
- 『わたしたちこうして１冊１分になりました①１期生～１５期生分』
- 『入社１年目から差がついていた！　仕事ができる人の「集中」する習慣とコツ 【入社１年目シリーズ】』
- 『どしプチ　～どうしたら、電子書籍でプチリタイヤできるの？　と思ったら読む本』
- 『どしベス　〜「どうしたらベストセラーを出せるの？」と思ったら読む本　入門編』
- 『キンドル・アンリミテッドの衝撃 読み放題サービスの出現で、出版社・企業・個人の稼ぎ方はこう変わる!』
- 『キンドル・アンリミテッド（kindle unlimited）の時代がやってきた！「キンドル出版代行サービス」』
- 『アナウンサー物語』
- 『勉強のススメ』
- 『作家になって毎年１億円稼ぐ』
- 『どし無料（タダ）～「どうしたら、無料でお客さんを集められるの？」と思ったら読む本』
- 『成功する人がもっている７つの力』
- 『彼氏ができる人の話し方の秘密』

※やってはいけないシリーズ
- 『やってはいけない暗記術』
- 『やってはいけない英語勉強法』
- 『やってはいけない勉強法』

※１分間勉強法シリーズ
- 『１分間時間術』
- 『１分間速読法』
- 『１分間仕事術』
- 『１分間で一生が変わる賢人の言葉』
- 『本当に頭がよくなる1分間ノート術』
- 『本当に頭がよくなる1分間記憶法』
- 『本当に頭がよくなる　１分間英語勉強法』
- 『本当に頭がよくなる1分間勉強法』
- 『本当に頭がよくなる1分間読書法』
- 『本当に頭がよくなる1分間アイデア法』
- 『最小の努力で最大の結果が出る 1分間小論文』
- 『あなたの能力をもっと引き出す　１分間集中法』
- 『最初からていねいに学ぶ 1分間九星気学入門』
- 『「人前が苦手」が1分間でなくなる技術』
- 『図解 本当に頭がよくなる1分間記憶法』
- 『一瞬で人生が変わる! 1分間決断法』
- 『最大の成果を最速で上げる 1分間 情報収集法』
- 『イヤなことを1分間で忘れる技術』
- 『どんな相手でも会話に困らない1分間雑談法』
- 『1分間日本史完全版6000』第1巻～第10巻
- 『1分間世界史完全版6000』第1巻～第10巻
- 『1分間英単語4択クイズ1600』
- 『1分間英単語1600 カード版』
- 『１分間英単語 for kids 600 カード版』
- 『1分間文章術』
- 『１分間高校受験英単語1200 カード版』
- 『1分間東大英単語1200 カード版』
- 『1分間慶應英単語1200 カード版』
- 『1分間慶應英単語360 文学部編カード版』
- 『1分間慶應英単語360 環境情報学部編カード版』
- 『1分間慶應英単語360 理工学部編カード版』
- 『1分間慶應英単語360 法学部編カード版』
- 『1分間慶應英単語360 経済学部編カード版』
- 『1分間慶應英単語360 総合政策学部編カード版』
- 『1分間慶應英単語360 商学部編カード版』
- 『1分間慶應英単語360 医学部編カード版』
- 『1分間早稲田英単語1200 カード版』
- 『1分間早稲田英単語360 スポーツ科学部編カード版』
- 『1分間早稲田英単語360 人間科学部カード版』
- 『1分間早稲田英単語360 スポーツ科学部編カード版』
- 『1分間早稲田英単語360 商学部編カード版』
- 『1分間早稲田英単語360 政治経済学部編カード版』
- 『1分間早稲田英単語360 法学部編カード版』
- 『1分間早稲田英単語360 教育学部編カード版』
- 『1分間早稲田英単語360 文学部編カード版』
- 『1分間早稲田英単語360 社会科学部編カード版』
- 『1分間早稲田英単語360 理工学部編カード版』
- 『1分聞くだけ！ワン・ミニッツ・イングリッシュ』１～５

### 監修
- 『アナカツっ! ~女子アナ就職カツドウ~』 秀和システム　　ISBN 978-4798051826
- 『プチスピっ―スピリチュアルな世界がわかる7つのレッスン』 アルマット　　ISBN 978-4877313340

## アナウンサー時代

### レギュラー担当番組
テレビ
- ほっとスタジオ
- スパらしきこの信州リポーター
- Ｕパレード

ラジオ
- FUNKY HIGH SCHOOL
- 目指せ！ひらめきリーダー
- 石井貴士のスマイルクルーズ
- ラジオの王様
- ティーンズ　ミュージック　ウエーブ

スポーツ中継
- 全国高校野球選手権大会・長野県大会実況
- 120市町村対抗駅伝
- 長野県縦断駅伝競走
- 長野マラソン
- 志賀少年スキー大会
- スキージャンプ白馬大会
- 長野県高校サッカー決勝
- 長野県高校ラグビー決勝
- 野尻湖カップトライアスロン
- 長野県高校駅伝
- 西友レディースカップテニス

## 出演
テレビ
- 中居正広のミになる図書館（テレビ朝日） - 本当は間違っている勉強法SPで「青ペン勉強法」を紹介

ラジオ
- 特集「THE INTERVIEW -石井貴士-」（J-WAVE）[9]

ネット番組
- 小笠原茉由（AKB48）YouTube番組「まーちゅん・fumikaの真夜中のウイウイ」[10]